# (10370) Хилонома
(10370) Хилонома или Гилонома (лат. Hylonome) — малое тело солнечной системы, орбита которого находится на внешнем крае системы. Относится к классу ледяных объектов, называемых Кентаврами, орбита которых пересекает орбиту Нептуна и касается орбиты Урана. Хилонома открыта 27 февраля 1995 года. Название дано в честь женщины-кентавра Хилономы (др.-греч. Υλονομη).
Наблюдения при помощи инфракрасного космического телескопа Спитцера показывают, что диаметр малой планеты 10370 составляет 70 км ± 20 км (от 50 до 90 км в диаметре) или 35 км в радиусе.

## Орбита
Орбиты тел семейства кентавров неустойчивы из-за возмущений, оказываемых планетами-гигантами. В настоящее время Уран контролирует перигелием Хилономы, а Нептун — его афелием. По оценкам, это относительно длинный орбитальный период с половиной хода движения около 6,37 млн лет В 3478 году Хилонома пройдет на расстоянии около ~85 Гм от Урана и её большая полуось орбиты уменьшится до 23,5 а.е..